# Kongresy Solvaya

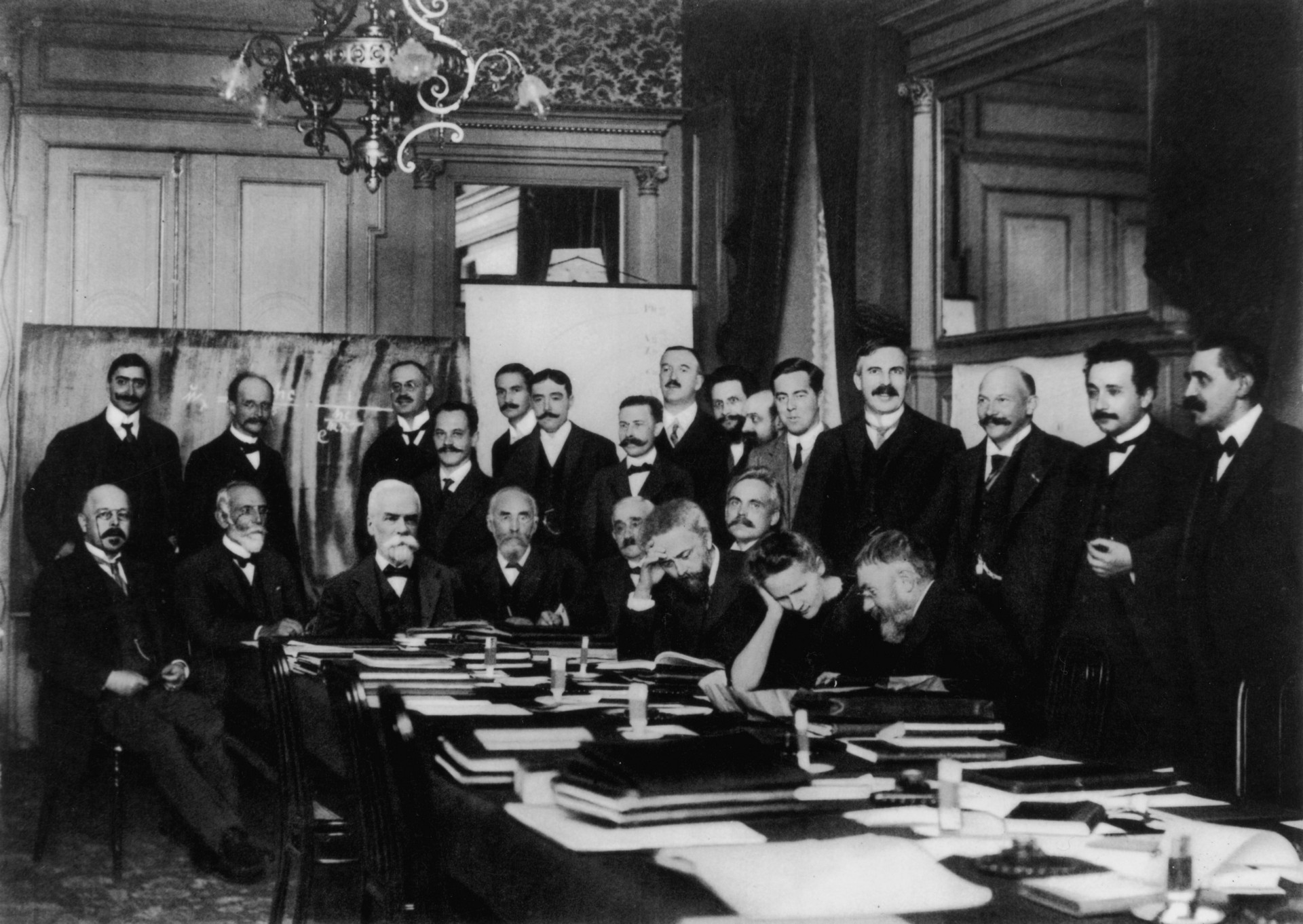
Fotografia zbiorowa uczestników Pierwszego Kongresu Solvaya w 1911 w Hotelu Metropole w Brukseli.
Siedzą od lewej do prawej: W. Nernst, M. Brillouin, E. Solvay, H. Lorentz, Emil Warburg, J. Perrin, W. Wien, M. Skłodowska-Curie, H. Poincaré.
Stoją od lewej do prawej: R. Goldschmidt, M. Planck, H. Rubens, A. Sommerfeld, F. Lindemann, M. de Broglie, M. Knudsen, Friedrich Hasenöhrl, Georges Hostelet, É. Herzen, J.H. Jeans, E. Rutherford, H. Kamerlingh Onnes, A. Einstein, P. Langevin.

Kongresy Solvaya – konferencje naukowe koncentrujące się na kluczowych otwartych problemach w dziedzinie fizyki i chemii. Organizowane są przez Międzynarodowy Instytut Solvaya (International Solvay Institutes for Physics and Chemistry) w Brukseli, założony przez belgijskiego przemysłowca Ernesta Solvaya w 1912 roku. Powstały po wcześniejszym udanym kongresie tylko dla zaproszonych gości w 1911 roku, pierwszej światowej konferencji fizyki. Odbywają są zwykle w cyklu 3-letnim (kongres fizyczny–przerwa–kongres chemiczny), lecz zdarzały się dłuższe odstępy. Na kwiecień 2024 roku zaplanowano pierwszy kongres poświęcony biologii.

## Pierwszy kongres
Hendrik A. Lorentz był przewodniczącym pierwszego kongresu odbywającego się w Brukseli jesienią 1911 roku. Tematem kongresu były Promieniowanie i kwanty. Skoncentrowano się w nim na problemach, do których stosowano dwa podejścia, mianowicie klasyczne i kwantowe. Albert Einstein był najmłodszym obecnym fizykiem. Pozostałymi uczestnikami tego kongresu byli światowej sławy fizycy (patrz podpis pod zdjęciem obok).

## Piąty kongres
Prawdopodobnie najsłynniejszym był 5. kongres (październik 1927) przebiegający pod hasłem Elektrony i fotony, na którym spotkali się najznakomitsi światowi fizycy, aby dyskutować nad niewiele wcześniej sformułowaną teorią kwantową. Czołowymi postaciami byli Albert Einstein i Niels Bohr. Einstein, rozczarowany zasadą nieoznaczoności Heisenberga, wypowiedział słynne zdanie: "Bóg nie gra w kości". Bohr odpowiedział: "Einstein, przestań mówić Bogu, co ma robić". 17 z 29 uczestników tego kongresu było lub stało się noblistami, w tym Maria Skłodowska-Curie, która jako jedyna z uczestników zdobyła tę nagrodę w dwóch dziedzinach (fizyce i chemii).

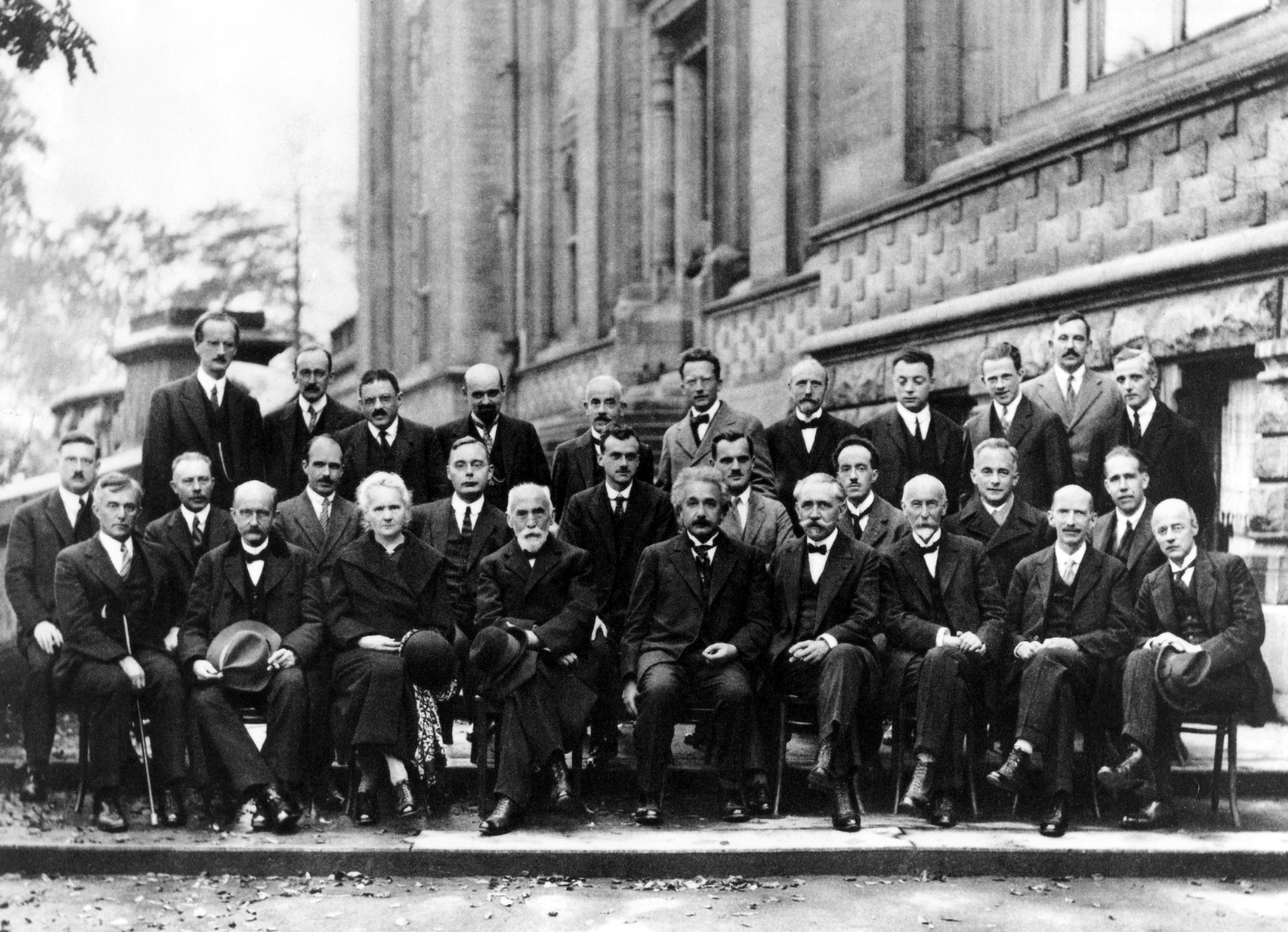
Uczestnicy Piątego Kongresu Solvaya, 1927. Institut International de Physique Solvay w Leopold Park.Stoją, od lewej: Auguste Piccard, Émile Henriot, Paul Ehrenfest, Édouard Herzen, Théophile de Donder, Erwin Schrödinger, Jules-Émile Verschaffelt, Wolfgang Pauli, Werner Heisenberg, Ralph Fowler, Léon Brillouin.
Siedzą (w drugim rzędzie): Peter Debye, Martin Knudsen, William L. Bragg, Hendrik A. Kramers, Paul Dirac, Arthur Compton, Louis de Broglie, Max Born, Niels Bohr.
W pierwszym rzędzie: Irving Langmuir, Max Planck, Maria Skłodowska-Curie, Hendrik Lorentz, Albert Einstein, Paul Langevin, Charles E. Guye, Charles T.R. Wilson, Owen W. Richardson.

## Zestawienie kongresów
Kongresy Solvaya poświęcone fizyce:
| Nr | Rok  | Tytuł                                                                          | Tłumaczenie                                                                    | Przewodniczący                           |
| -- | ---- | ------------------------------------------------------------------------------ | ------------------------------------------------------------------------------ | ---------------------------------------- |
| 1  | 1911 | La théorie du rayonnement et les quanta                                        | Teoria promieniowania i kwanty                                                 | Hendrik Lorentz (Lejda)                  |
| 2  | 1913 | La structure de la matière                                                     | Struktura materii                                                              | Hendrik Lorentz (Lejda)                  |
| 3  | 1921 | Atomes et électrons                                                            | Atomy i elektrony                                                              | Hendrik Lorentz (Lejda)                  |
| 4  | 1924 | Conductibilité électrique des métaux et problèmes connexes                     | Przewodnictwo elektryczne metali i związane z tym problemy                     | Hendrik Lorentz (Lejda)                  |
| 5  | 1927 | Electrons et photons                                                           | Elektrony i fotony                                                             | Hendrik Lorentz (Lejda)                  |
| 6  | 1930 | Le magnétisme                                                                  | Magnetyzm                                                                      | Paul Langevin (Paryż)                    |
| 7  | 1933 | Structure et propriétés des noyaux atomiques                                   | Struktura i właściwości jądra atomowego                                        | Paul Langevin (Paryż)                    |
| 8  | 1948 | Les particules élémentaires                                                    | Cząstki elementarne                                                            | William Lawrence Bragg (Cambridge)       |
| 9  | 1951 | L'état solide                                                                  | Stały stan skupienia                                                           | William Lawrence Bragg (Cambridge)       |
| 10 | 1954 | Les électrons dans les métaux                                                  | Elektrony w metalach                                                           | William Lawrence Bragg (Cambridge)       |
| 11 | 1958 | La structure et l'évolution de l'univers                                       | Struktura i ewolucja Wszechświata                                              | William Lawrence Bragg (Cambridge)       |
| 12 | 1961 | La théorie quantique des champs                                                | Kwantowa teoria pola                                                           | William Lawrence Bragg (Cambridge)       |
| 13 | 1964 | The Structure and Evolution of Galaxies                                        | Struktura i ewolucja galaktyk                                                  | Robert Oppenheimer (Princeton)           |
| 14 | 1967 | Fundamental Problems in Elementary Particle Physics                            | Podstawowe problemy fizyki cząstek elementarnych                               | Christian Møller (Kopenhaga)             |
| 15 | 1970 | Symmetry Properties of Nuclei                                                  | Własności symetrii jąder                                                       | Edoardo Amaldi (Rzym)                    |
| 16 | 1973 | Astrophysics and Gravitation                                                   | Astrofizyka i grawitacja                                                       | Edoardo Amaldi (Rzym)                    |
| 17 | 1978 | Order and Fluctuations in Equilibrium and Nonequilibrium Statistical Mechanics | Porządek i fluktuacje w równowagowej i nierównowagowej mechanice statystycznej | Léon van Hove (CERN)                     |
| 18 | 1982 | Higher Energy Physics                                                          | Fizyka wyższych energii                                                        | Léon van Hove (CERN)                     |
| 19 | 1987 | Surface Science                                                                | Nauka o powierzchni                                                            | Frits de Wette (Austin)                  |
| 20 | 1991 | Quantum Optics                                                                 | Optyka kwantowa                                                                | Paul Mandel (Bruksela)                   |
| 21 | 1998 | Dynamical Systems and Irreversibility                                          | Układy dynamiczne i nieodwracalność                                            | Ioannis Antoniou (Bruksela)              |
| 22 | 2001 | The Physics of Communication                                                   | Fizyka komunikacji                                                             | Ioannis Antoniou (Bruksela)              |
| 23 | 2005 | The Quantum Structure of Space and Time                                        | Kwantowa struktura przestrzeni i czasu                                         | David Gross (Santa Barbara)              |
| 24 | 2008 | Quantum Theory of Condensed Matter                                             | Kwantowa teoria materii skondensowanej                                         | Bertrand Halperin (Harvard)              |
| 25 | 2011 | The Theory of the Quantum World                                                | Teoria świata kwantowego                                                       | David Gross                              |
| 26 | 2014 | Astrophysics and Cosmology                                                     | Astrofizyka i kosmologia                                                       | Roger Blandford (Stanford)               |
| 27 | 2017 | The physics of living matter: Space, time and information in biology           | Fizyka materii ożywionej: przestrzeń, czas i informacja w biologii             | Boris Shraiman (Santa Barbara)           |
| 28 | 2022 | The Physics of Quantum Information                                             | Fizyka informacji kwantowej                                                    | David Gross, Peter Zoller                |
| 29 | 2023 | The Structure and Dynamics of Disordered Systems                               | Struktura i dynamika układów nieuporządkowanych                                | David Gross, Marc Mézard, Giorgio Parisi |

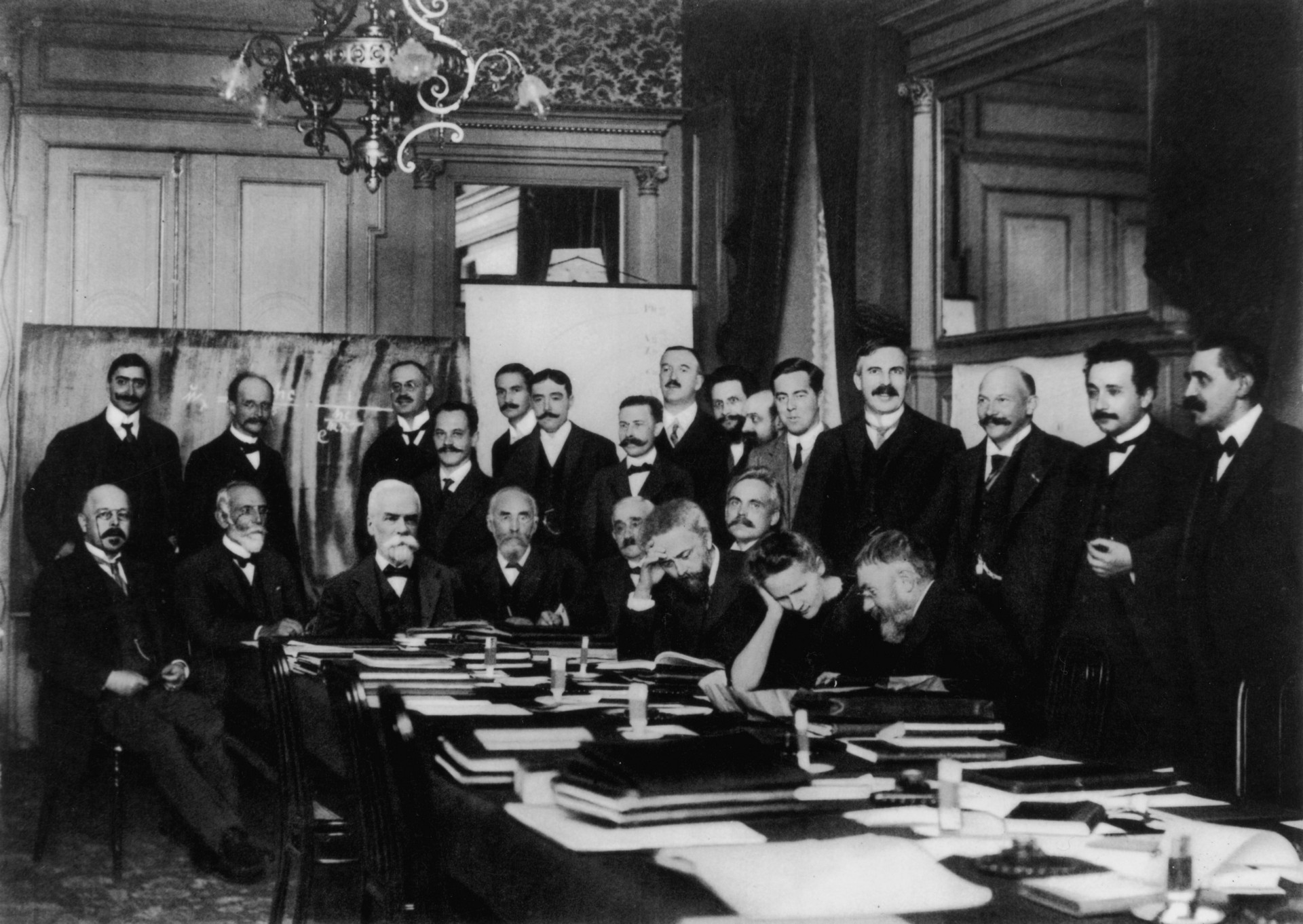
Pierwszy Kongres Solvaya, 1911.
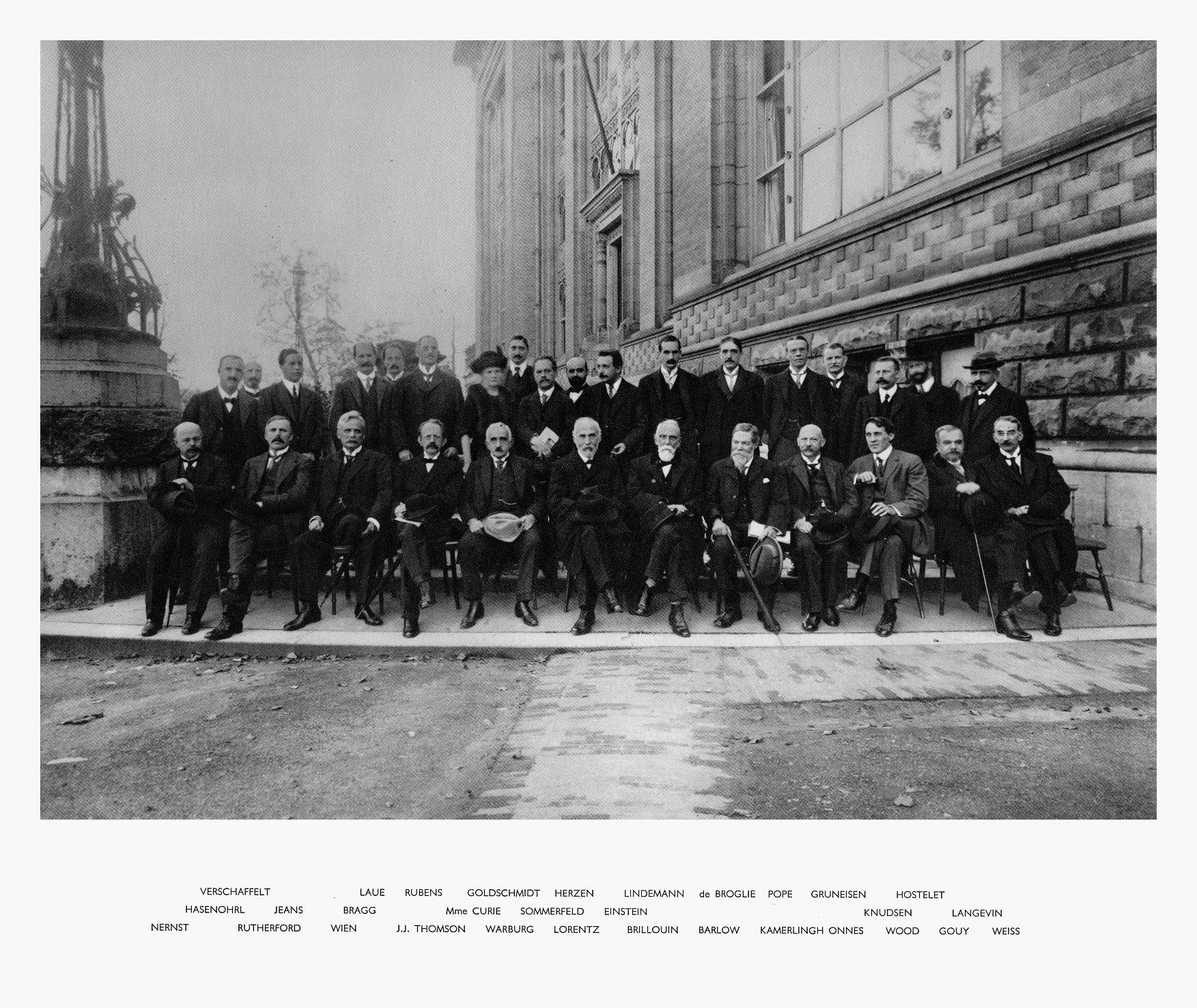
Drugi Kongres Solvaya poświęcony fizyce, 1913.
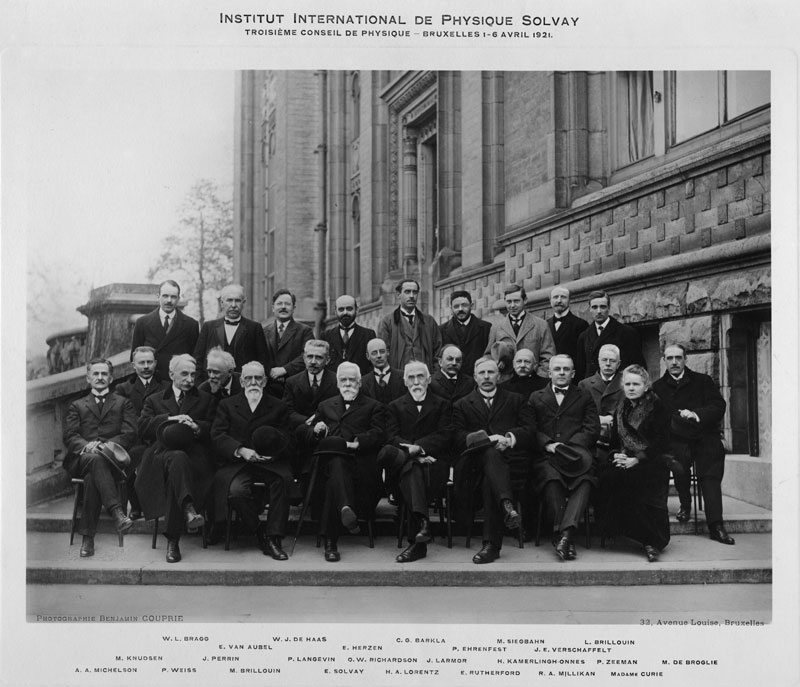
Trzeci Kongres Solvaya poświęcony fizyce, 1921.
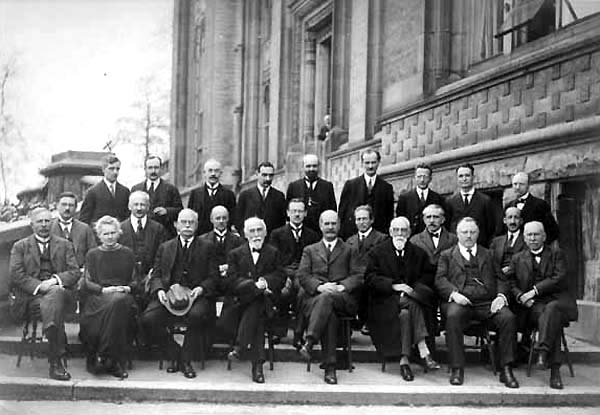
Czwarty Kongres Solvaya poświęcony fizyce, 1924.
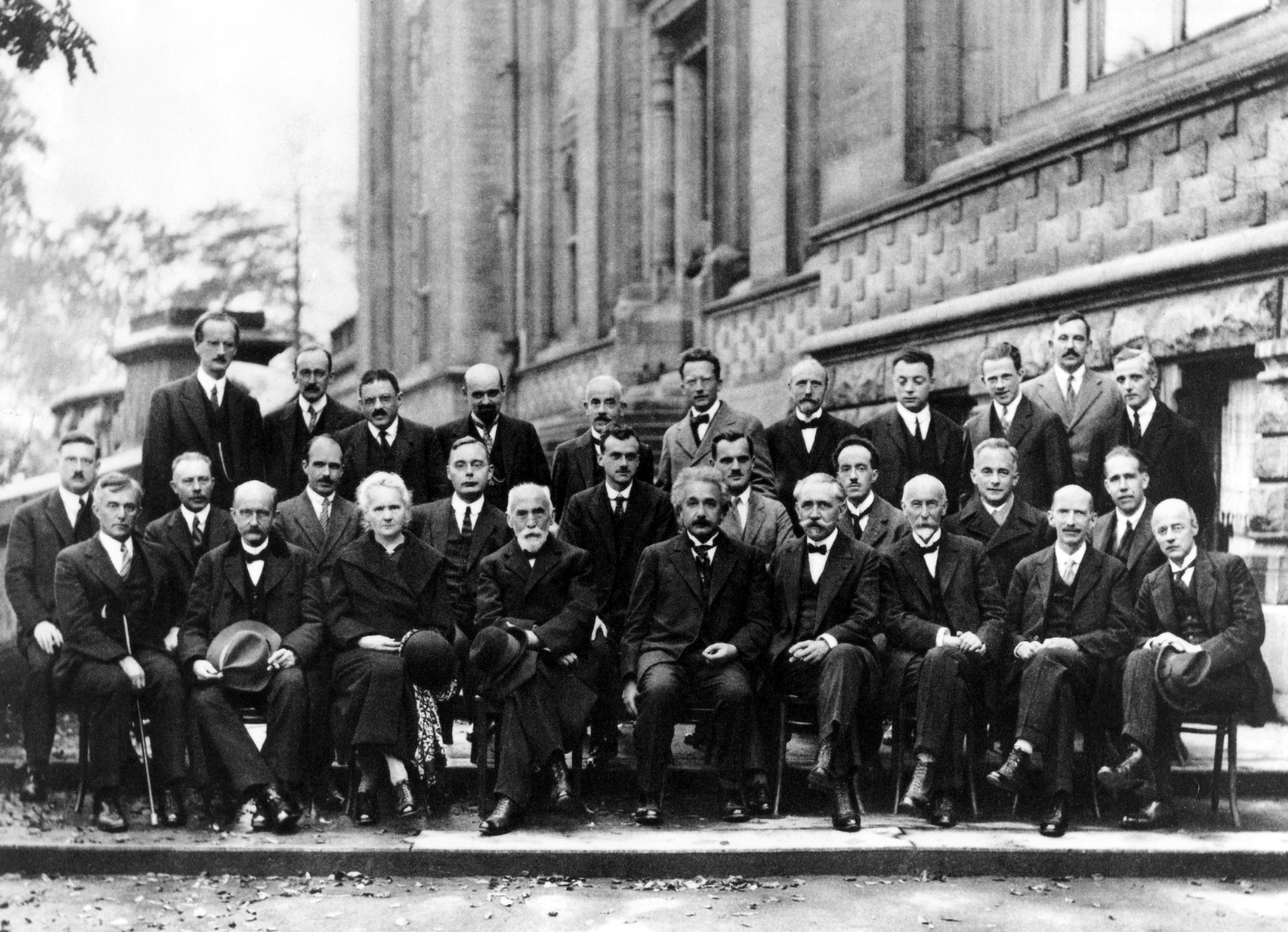
Piąty Kongres Solvaya poświęcony fizyce, 1927.
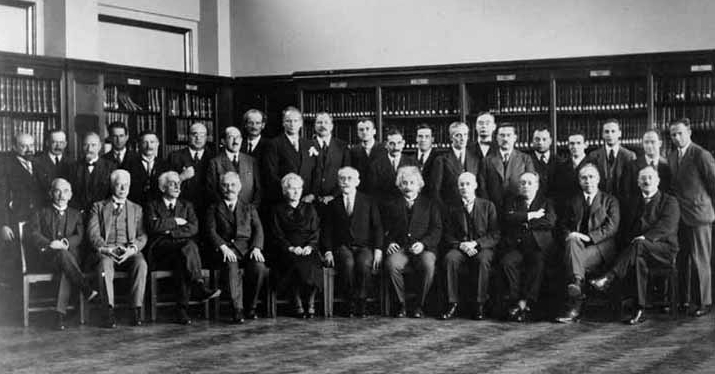
Szósty Kongres Solvaya poświęcony fizyce, 1930.
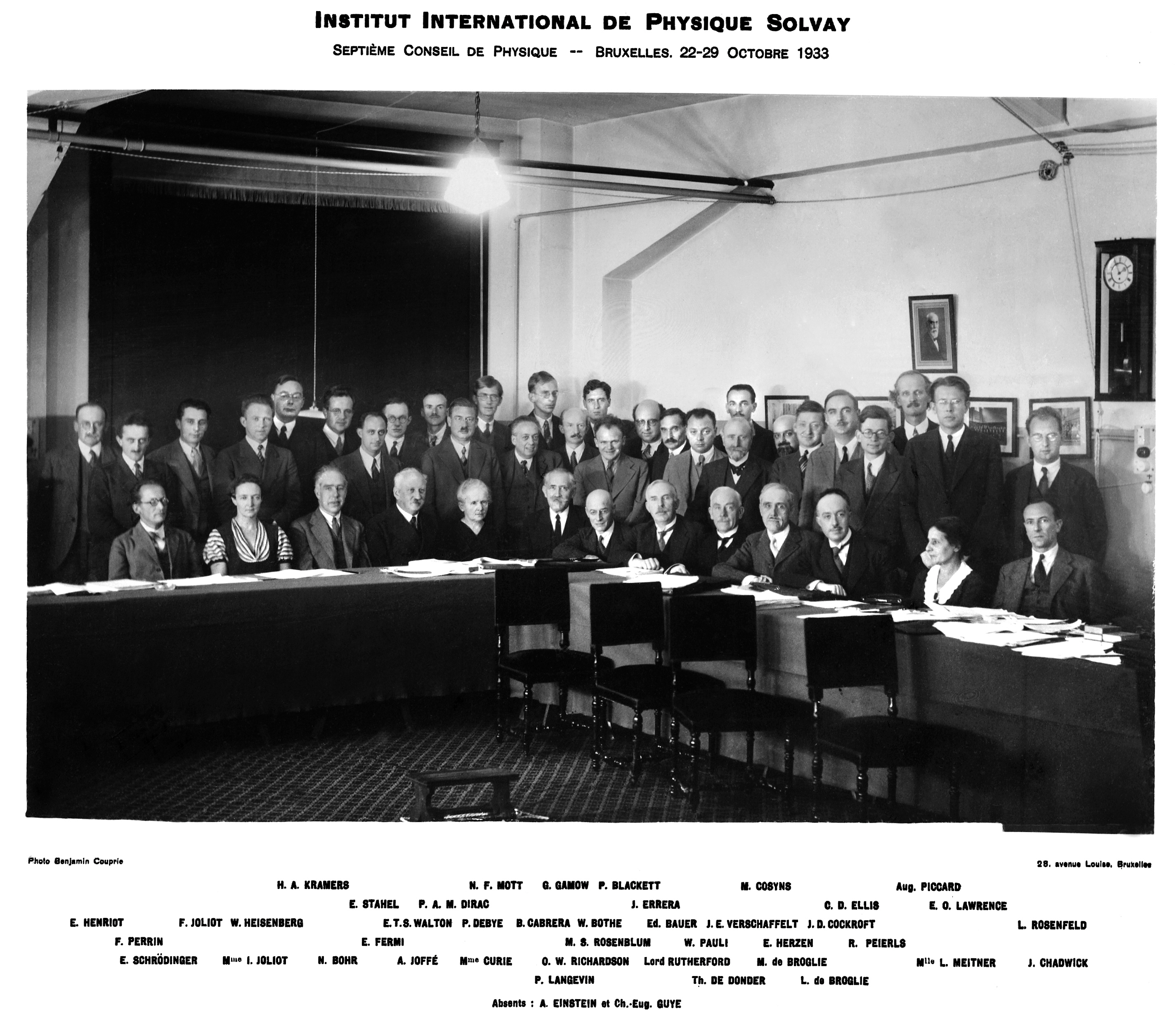
Siódmy Kongres Solvaya poświęcony fizyce, 1933.

Kongresy Solvaya poświęcone chemii:
| Nr | Rok  | Tytuł                                                                                                | Tłumaczenie                                                                                       | Przewodniczący                                          |
| -- | ---- | --- | ------------------------------------------------------------------------------------------------- | ------------------------------------------------------- |
| 1  | 1922 | Cinq Questions d'Actualité                                                                           | Pięć aktualnych pytań                                                                             | William Pope (Cambridge)                                |
| 2  | 1925 | Structure et Activité Chimique                                                                       | Struktura i aktywność chemiczna                                                                   | William Pope (Cambridge)                                |
| 3  | 1928 | Questions d'Actualité                                                                                | Aktualne pytania                                                                                  | William Pope (Cambridge)                                |
| 4  | 1931 | Constitution et Configuration des Molécules Organiques                                               | Skład i konfiguracja cząsteczek organicznych                                                      | William Pope (Cambridge)                                |
| 5  | 1934 | L'Oxygène, ses réactions chimiques et biologiques                                                    | Tlen i jego chemiczne i biologiczne reakcje                                                       | William Pope (Cambridge)                                |
| 6  | 1937 | Les vitamines et les Hormones                                                                        | Witaminy i hormony                                                                                | Fred Swarts (Ghent)                                     |
| 7  | 1947 | Les Isotopes                                                                                         | Izotopy                                                                                           | Paul Karrer (Zurich)                                    |
| 8  | 1950 | Le Mécanisme de l'Oxydation                                                                          | Mechanizm utleniania                                                                              | Paul Karrer (Zurich)                                    |
| 9  | 1953 | Les Protéines                                                                                        | Białka                                                                                            | Paul Karrer (Zurich)                                    |
| 10 | 1956 | Quelques Problèmes de Chimie Minérale                                                                | Niektóre problemy chemii nieorganicznej                                                           | Paul Karrer (Zurich)                                    |
| 11 | 1959 | Les Nucléoprotéines                                                                                  | Nukleoproteiny                                                                                    | Alfred Rene Ubbelohde (London)                          |
| 12 | 1962 | Transfert d'Energie dans les Gaz                                                                     | Transfer energii w gazach                                                                         | Alfred Rene Ubbelohde (London)                          |
| 13 | 1965 | Reactivity of the Photoexcited Organic Molecule                                                      | Reaktywność wzbudzanych fotonowo molekuł organicznych                                             | Alfred Rene Ubbelohde (London)                          |
| 14 | 1969 | Phase Transitions                                                                                    | Przejścia fazowe                                                                                  | Alfred Rene Ubbelohde (London)                          |
| 15 | 1970 | Electrostatic Interactions and Structure of Water                                                    | Oddziaływania elektrostatyczne i struktura wody                                                   | Alfred Rene Ubbelohde (London)                          |
| 16 | 1976 | Molecular Movements and Chemical Reactivity as conditioned by Membranes, Enzymes and other Molecules | Ruchy cząsteczkowe i reaktywność chemiczna warunkowane membranami, enzymami i innymi cząsteczkami | Alfred Rene Ubbelohde (London)                          |
| 17 | 1980 | Aspects of Chemical Evolution                                                                        | Aspekty ewolucji chemicznej                                                                       | Alfred Rene Ubbelohde (London)                          |
| 18 | 1983 | Design and Synthesis of Organic Molecules Based on Molecular Recognition                             | Projektowanie i synteza cząsteczek organicznych na podstawie rozpoznania molekularnego            | Ephraim Katchalski (Rehovot) & Vladimir Prelog (Zurich) |
| 19 | 1987 | Surface Science                                                                                      | Nauka o powierzchni                                                                               | F. W. de Wette (Austin)                                 |
| 20 | 1995 | Chemical Reactions and their Control on the Femtosecond Time Scale                                   | Reakcje chemiczne i ich kontrola na poziomie femtosekundowym                                      | Pierre Gaspard (Brussels)                               |
| 21 | 2007 | From Noncovalent Assemblies to Molecular Machines                                                    |                                                                                                   | Jean-Pierre Sauvage (Strasbourg)                        |
| 22 | 2010 | Quantum Effects in Chemistry and Biology                                                             | Efekty kwantowe w chemii i biologii                                                               | Graham Fleming (Berkeley)                               |
| 23 | 2013 | New Chemistry and New Opportunities from the Expanding Protein Universe                              | Nowa chemia i nowe możliwości rozszerzającego się wszechświata białek                             | Kurt Wüthrich (Zurich)                                  |
| 24 | 2016 | Catalysis in Chemistry and Biology                                                                   | Kataliza w chemii i biologii                                                                      | Kurt Wüthrich (Zurich)                                  |
| 25 | 2019 | Computational Modeling: from Chemistry to Materials to Biology                                       | Modelowanie obliczeniowe: od chemii do materiałów do biologii                                     | Kurt Wüthrich (Zurich)                                  |
| 25 | 2022 | Chemistry Challenges of the 21st Century                                                             | Wyzwania chemiczne XXI wieku                                                                      | Kurt Wüthrich (Zurich)                                  |

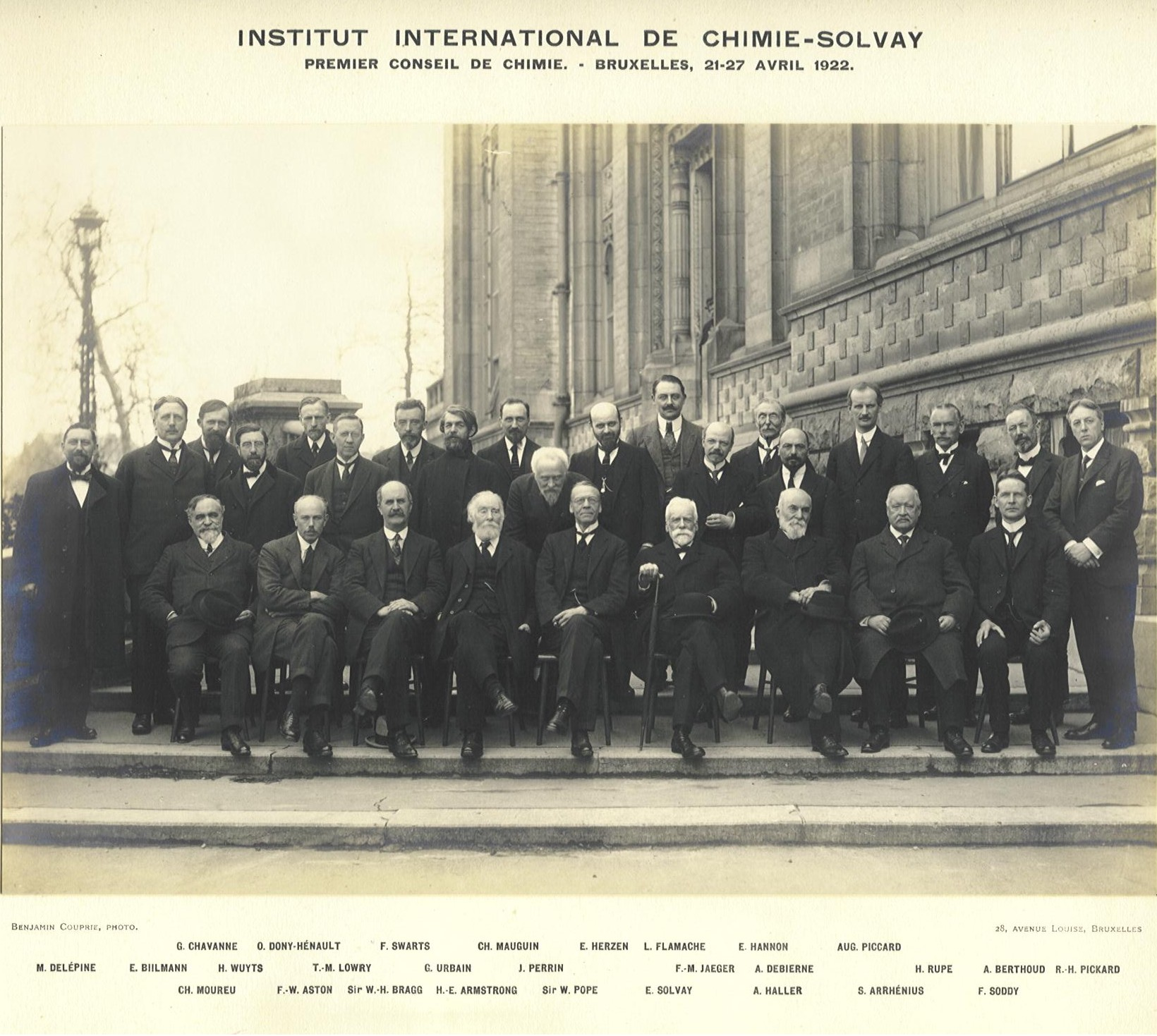
Pierwszy Kongres Solvaya poświęcony chemii, 1922.